# Primarias del Partido Demócrata de 2008 en California
Las Primarías democráticas de California, 2008 fueron el 5 de febrero de 2008, también conocida como Super Martes. 
Los registrados demócratas y los que están registrados como para "INDECISOS"  son elegibles para votar.

## Proceso
370 de los 441 delegados de California son seleccionados del resultado de las primarias. 241 de estos delegados son al nivel de distritos congresionales, y los otros 129 que quedan son seleccionados estatalmente en los votos primarios.  
| Números de Delegados | Distrito Congresional                                                                                |
| -------------------- | --- |
| 3                    | 20, 47                                                                                               |
| 4                    | 2, 3, 11, 16, 18, 19, 21, 22, 25, 26, 31, 32, 34, 38, 39, 40, 41, 42, 43, 44, 45, 46, 48, 49, 51, 52 |
| 5                    | 1, 4, 5, 7, 10, 13, 15, 17, 23, 24, 27, 28, 29, 33, 35, 36, 37, 50, 53                               |
| 6                    | 6, 8, 9, 12, 14, 30                                                                                  |

## Encuestas
Las últimas seis encuestas fueron promedias (Solo contando la última encuesta de Zogbi).
| Candidato       | Significado de las encuestas realizadas en febrero de 2008 | Promedio de las Encuestas realizadas en febrero de 2008 | Promedios RCP |
| --------------- | ---------------------------------------------------------- | ------------------------------------------------------- | ------------- |
| Hillary Clinton | 42.8%                                                      | 40.5%                                                   | 44.2%         |
| Barack Obama    | 40.3%                                                      | 40.4%                                                   | 41.6%         |

## Resultados
| Candidato        | Votos     | Porcentajes | Delegados |
| ---------------- | --------- | ----------- | --------- |
| Hillary Clinton  | 2,144,251 | 52.0%       | 204       |
| Barack Obama     | 1,805,692 | 42.4%       | 166       |
| John Edwards*    | 173,606   | 4.1%        | 0         |
| Dennis Kucinich* | 20,855    | 0.5%        | 0         |
| Bill Richardson* | 17,745    | 0.5%        | 0         |
| Joe Biden*       | 15,919    | 0.3%        | 0         |
| Chris Dodd*      | 6,880     | 0.1%        | 0         |
| Mike Gravel      | 6,883     | 0.1%        | 0         |
| Total            | 4,191,831 | 100%        | 370       |

* Candidato se ha retirado antes de la contienda.